# Teillé, Sarthe
Teillé là một xã thuộc tỉnh Sarthe trong vùng Pays-de-la-Loire tây bắc nước Pháp. Xã này nằm ở khu vực có độ cao từ 52-103 mét trên mực nước biển.